# شوغاكوكان
شوغاكوكان (باليابانية: 株式会社小学館) هو ناشر ياباني للكتب الأدبية والقواميس ومجلات المانغا وأفلام الدي في دي. يقع المقر الرسمي للشركة في تشيودا، طوكيو في اليابان.
تأسست الشركة مع شركتين آخريتين هما شوئيشا وهاكسينشا, والشركات الثلاث كلها تقع بجانب بعض في تشيودا، طوكيو ويدعون بمجموعة هيتوتسوباشي.
ومن بين أشهر القصص المصورة "المانغا"، السباق الكبير.

## شوغاكوكان في الولايات المتحدة
شوغاكوكان، وشوئيشا، يملكان فيز ميديا، التي تنشر المانغا من كلا الشركتين في الولايات المتحدة.

## قائمة مجلات نشرتها شوغاكوكان

### مجلات المانغا

#### مجلات مانغا موجهه للذكور
مجلات مانغا للأطفال
- كوروكورو كوميك (منذ 1977)
- بيساتسو كوروكورو كوميك
- كوروكورو إيتشيبان!

مجلات مانغا الشونن
- شونن سندي الأسبوعية
- شونن سندي سوبر
- شونن بيغ كوميك
- شونن سندي الشهرية
- بيساتسو شونن سندي

مجلات مانغا السينن
- بيغ كوميك
- بيغ كوميك بزنس
- بيغ كوميك اوريجنال
- بيغ كوميك سبيرايتس
- بيغ كوميك سبيرايتس الشهرية
- بيغ كوميك سبشال
- بيغ كوميك سوبيريور
- IKKI
- سندي جين-اكس
- يونغ سندي الأسبوعية

#### مجلات مانغا موجهه للإناث
مجلات مانغا للأطفال
- بوتشيغومي
- تشيز!
- تشوتشو
- تشاو
- بوتشيتي
- شوجو كوميك

مجلات مانغا الشوجو
- بيتسوكومي

مجلات مانغا الجوسي
- فلاورز
- جودي
- بوتشي كوميك
- رينكا

### مجلات الموضة والأزياء
- كانكام

## وصلات خارجية
- شوغاكوكان على موقع IMDb (الإنجليزية)
- شوغاكوكان على موقع ANN company (الإنجليزية)

- موقع شوغاكوكان الرسمي